# Штаудахер, Патрик
Патрик Штаудахер (нем. Patrick Staudacher, род. 29 апреля 1980, Випитено) — итальянский горнолыжник, чемпион мира 2007 года в супергиганте. Специалист скоростных дисциплин.
В Кубке мира Штаудахер дебютировал в 2000 году, в декабре 2009 года единственный раз попал в тройку лучших на этапе Кубка мира в супергиганте. Кроме подиума,  имеет 13 попаданий в десятку лучших на этапах Кубка мира, 9 в супергиганте и 4 в скоростном спуске. Лучшим достижением в общем зачёте Кубка мира являются для Штаудахера 36-е места в сезонах 2006/07 и 2009/10.
Принимал участие на Олимпиаде-2002 в Солт-Лейк-Сити, где занял 7-е место в комбинации и 18-е место в супергиганте.
На Олимпиаде-2006 в Турине стал 9-м в скоростном спуске и 17-м в супергиганте, кроме того стартовал в комбинации, но не смог добраться до финиша.
На Олимпиаде-2010 в Ванкувере, стал 35-м в скоростном спуске и 7-м в супергиганте (0,09 сек проигрыша бронзовому призёру).
За свою карьеру участвовал в двух чемпионатах мира, завоевал золотую медаль в супергиганте на чемпионате мира 2007 года в Оре. Кроме этого успеха ни разу не поднимался выше 17-го места.
Использовал лыжи и ботинки производства фирмы Head.
Завершил карьеру в 2012 году.

## Зимние Олимпийские игры
| Олимпийские игры    | Скоростной спуск | Супергигант | Гигантский слалом | Слалом | Комбинация |
| ------------------- | ---------------- | ----------- | ----------------- | ------ | ---------- |
| 2002 Солт-Лейк-Сити | —                | 18          | —                 | —      | 7          |
| 2006 Турин          | 9                | 17          | —                 | —      | DNF SL1    |
| 2010 Ванкувер       | 35               | 7           | —                 | —      | —          |